# Luzula subcongesta
Luzula subcongesta är en tågväxtart som först beskrevs av Sereno Watson, och fick sitt nu gällande namn av Jeps.. Luzula subcongesta ingår i Frylesläktet som ingår i familjen tågväxter. Inga underarter finns listade i Catalogue of Life.